# Cedric Yvan Tchouga Nyamsi
Cedric Yvan Nyamsi Tchouga (ur. 16 czerwca 1994) – kameruński zapaśnik walczący w stylu wolnym. Wicemistrz igrzysk afrykańskich w 2015. Brązowy medalista mistrzostw Afryki w latach 2015 – 2018. Ósmy na igrzyskach Wspólnoty Narodów w 2018. Trzeci na igrzyskach frankofońskich w 2017 roku.